# Moggast

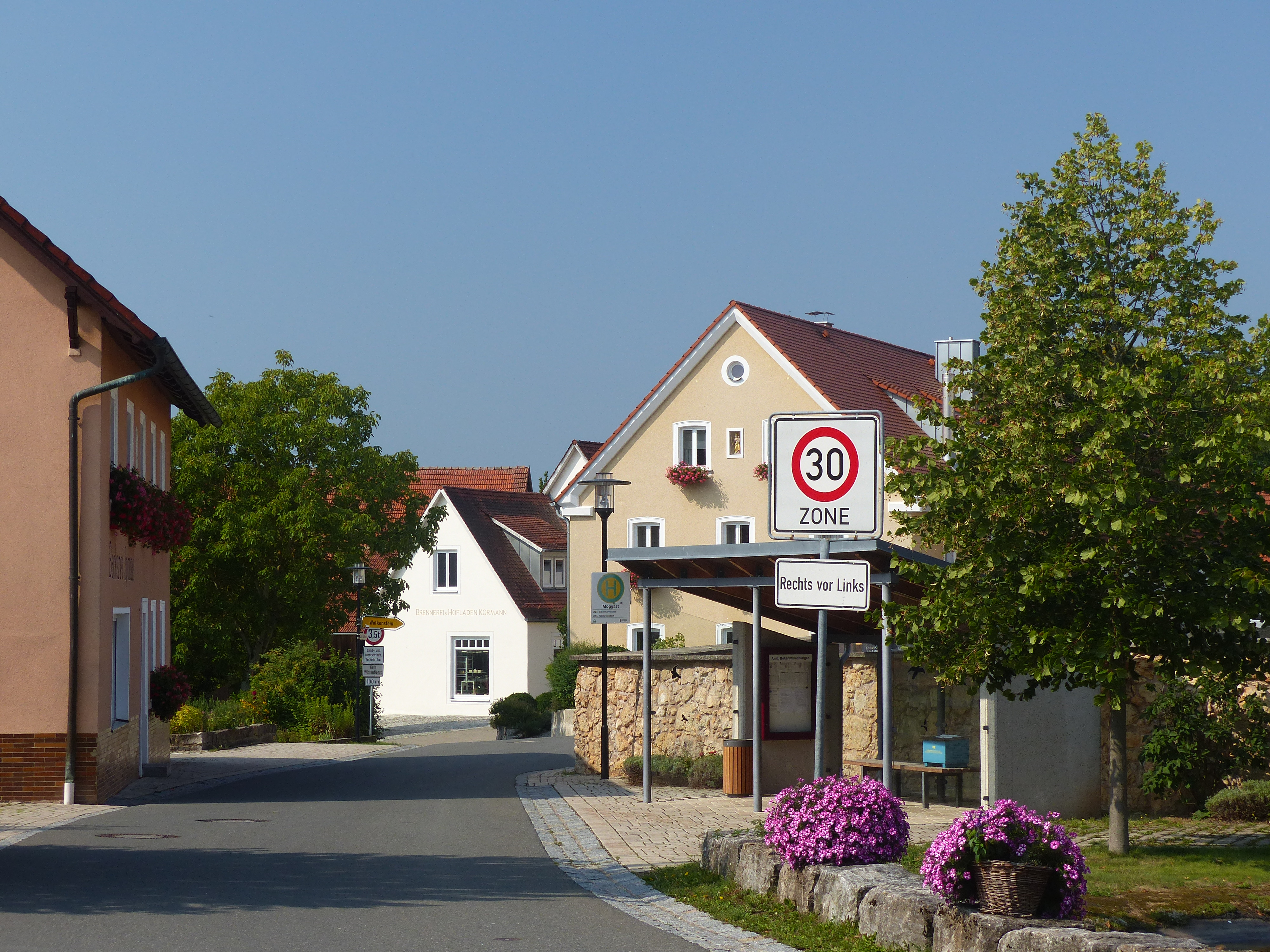
Ortsmitte von Moggast

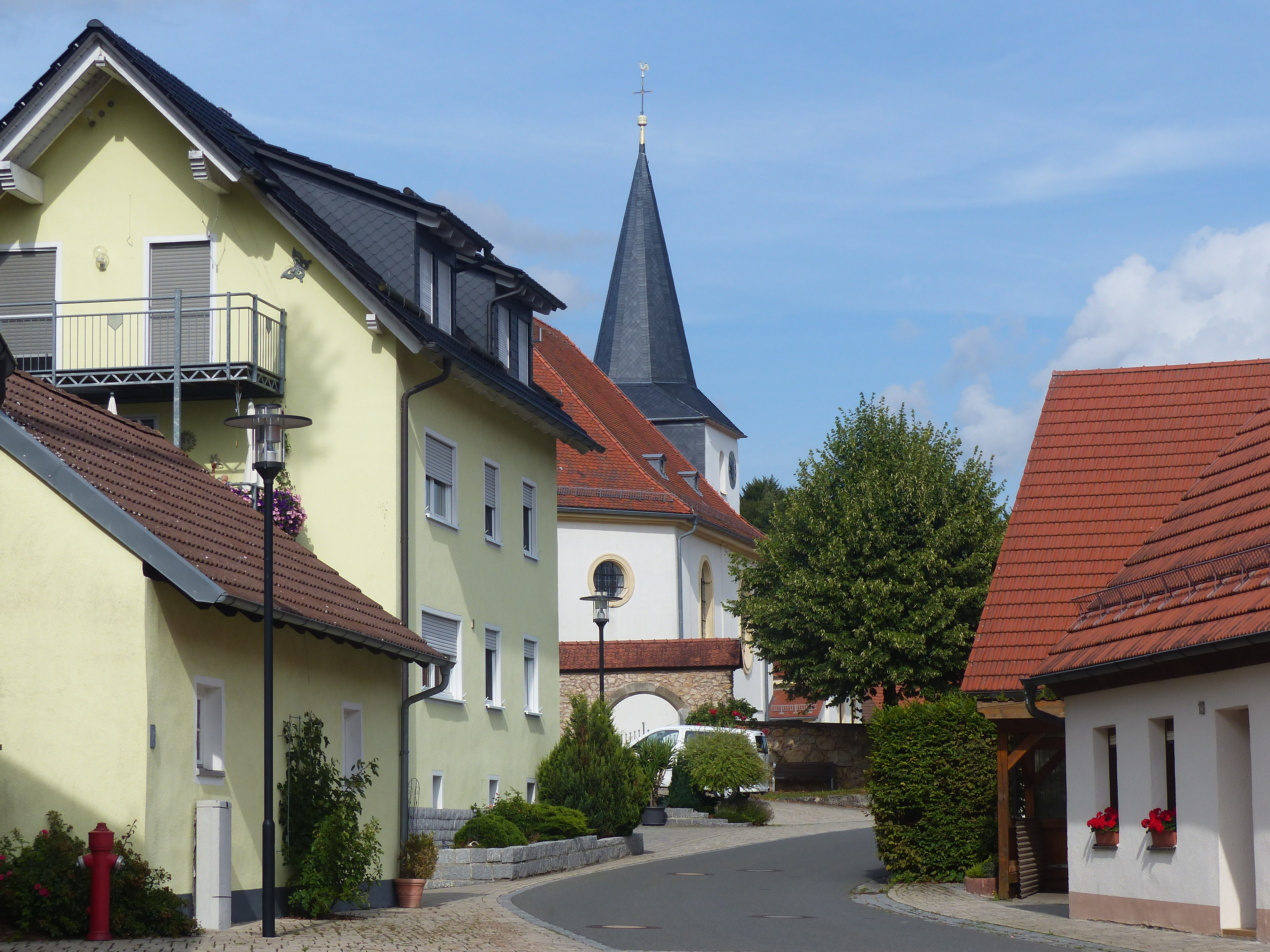
Der Ebermannstädter Gemeindeteil Moggast

Moggast ist ein Gemeindeteil der Stadt Ebermannstadt im Landkreis Forchheim (Oberfranken, Bayern).

## Geografie
Das Pfarrdorf liegt im südlichen Randbereich der Wiesentalb. Es befindet sich etwa fünfeinhalb Kilometer ostsüdöstlich des Ortszentrums von Ebermannstadt auf einer Höhe von 493 m ü. NHN.

## Geschichte
Durch aus dem frühen 14. Jahrhundert stammende Urkunden ist belegt, dass die ursprüngliche Ortsbezeichnung „Mochcus“ bzw. „Mokos“ lautete. Dies lässt auf eine Ableitung vom slawischen Personennamen Mokos schließen.
Bis zum Ende des 18. Jahrhunderts unterstand Moggast der Landeshoheit des Hochstifts Bamberg. Die Dorf- und Gemeindeherrschaft übte dabei dessen Amt Ebermannstadt aus, ebenso die Hochgerichtsbarkeit und den Kirchweihschutz. Als das Hochstift Bamberg infolge des Reichsdeputationshauptschlusses 1802/03 säkularisiert und unter Bruch der Reichsverfassung vom Kurfürstentum Pfalz-Baiern annektiert wurde, wurde damit Moggast ein Bestandteil der bei der „napoleonischen Flurbereinigung“ in Besitz genommenen neubayerischen Gebiete.
Durch die Verwaltungsreformen zu Beginn des 19. Jahrhunderts im Königreich Bayern wurde Moggast mit dem Zweiten Gemeindeedikt 1818 eine Ruralgemeinde, zu der das Dorf Wolkenstein und die Einöde Thosmühle gehörten. Im Zuge der Gebietsreform in Bayern wurde die Gemeinde Moggast am 1. Juli 1976 nach Ebermannstadt eingemeindet.

## Baudenkmäler
In Moggast befinden sich insgesamt sechs Baudenkmäler, darunter die katholische Pfarrkirche St. Stephan und das dazu gehörende Pfarrhaus.

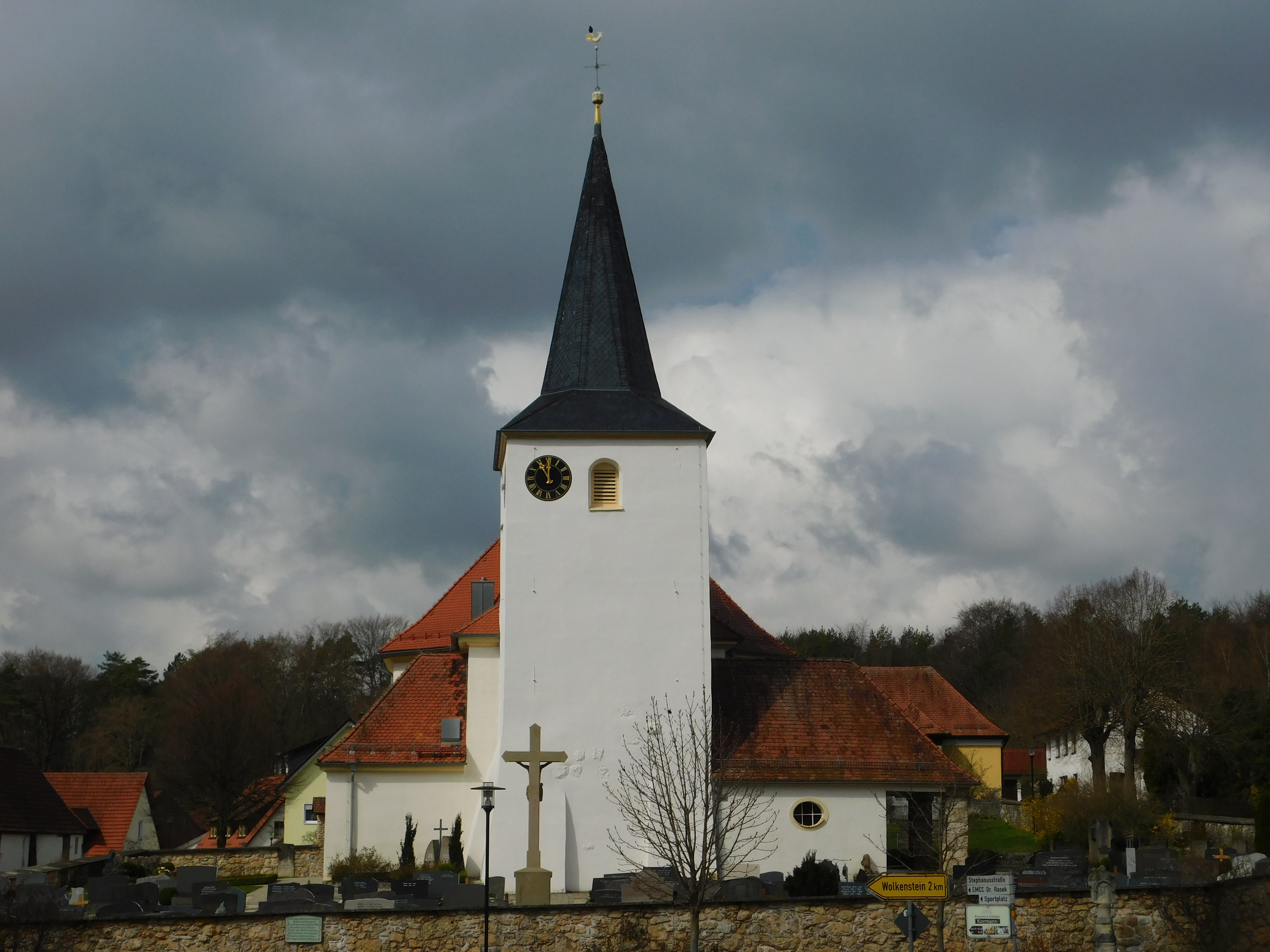
Die Pfarrkirche St. Stephan
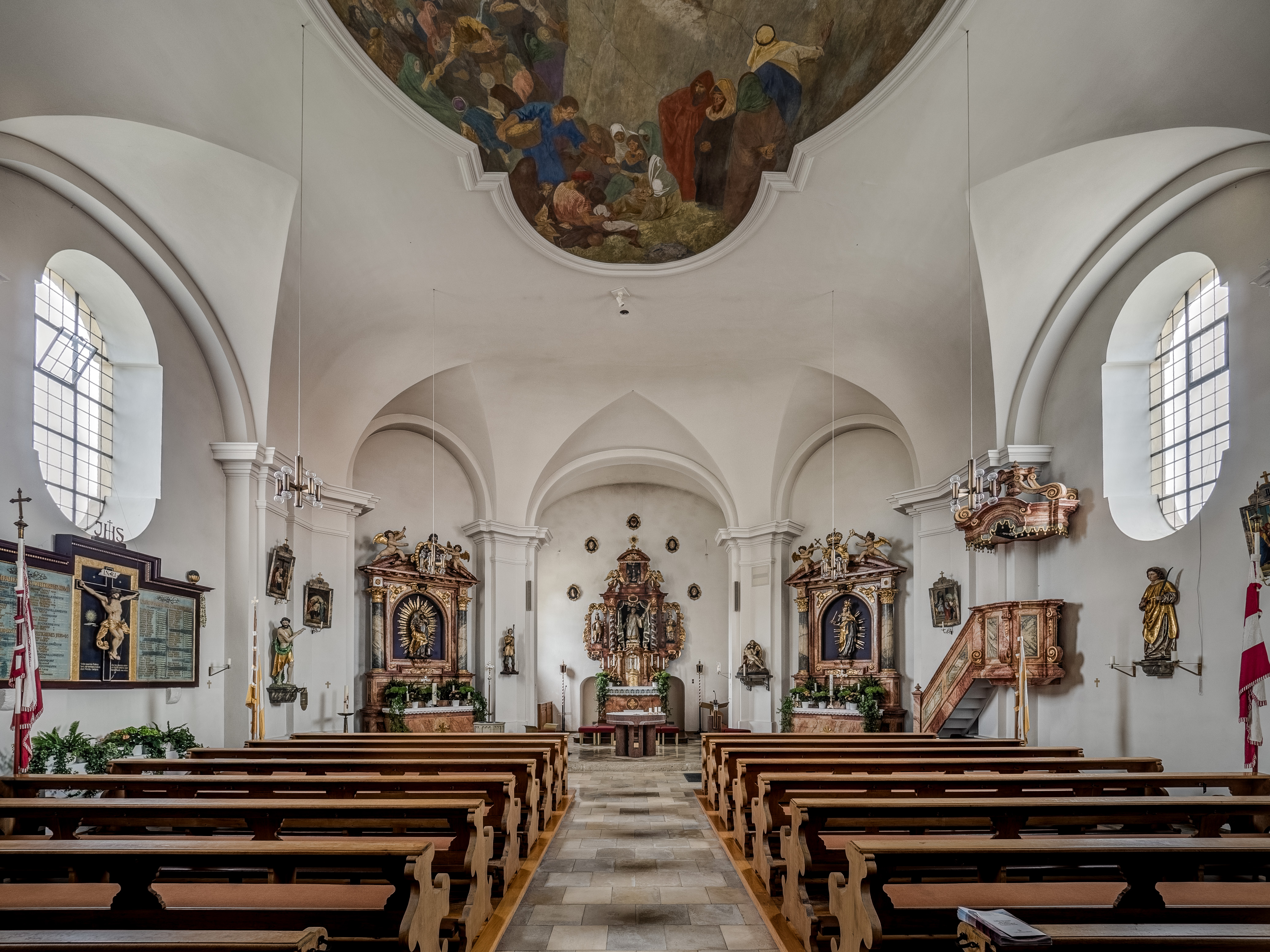
Der Innenraum der Pfarrkirche
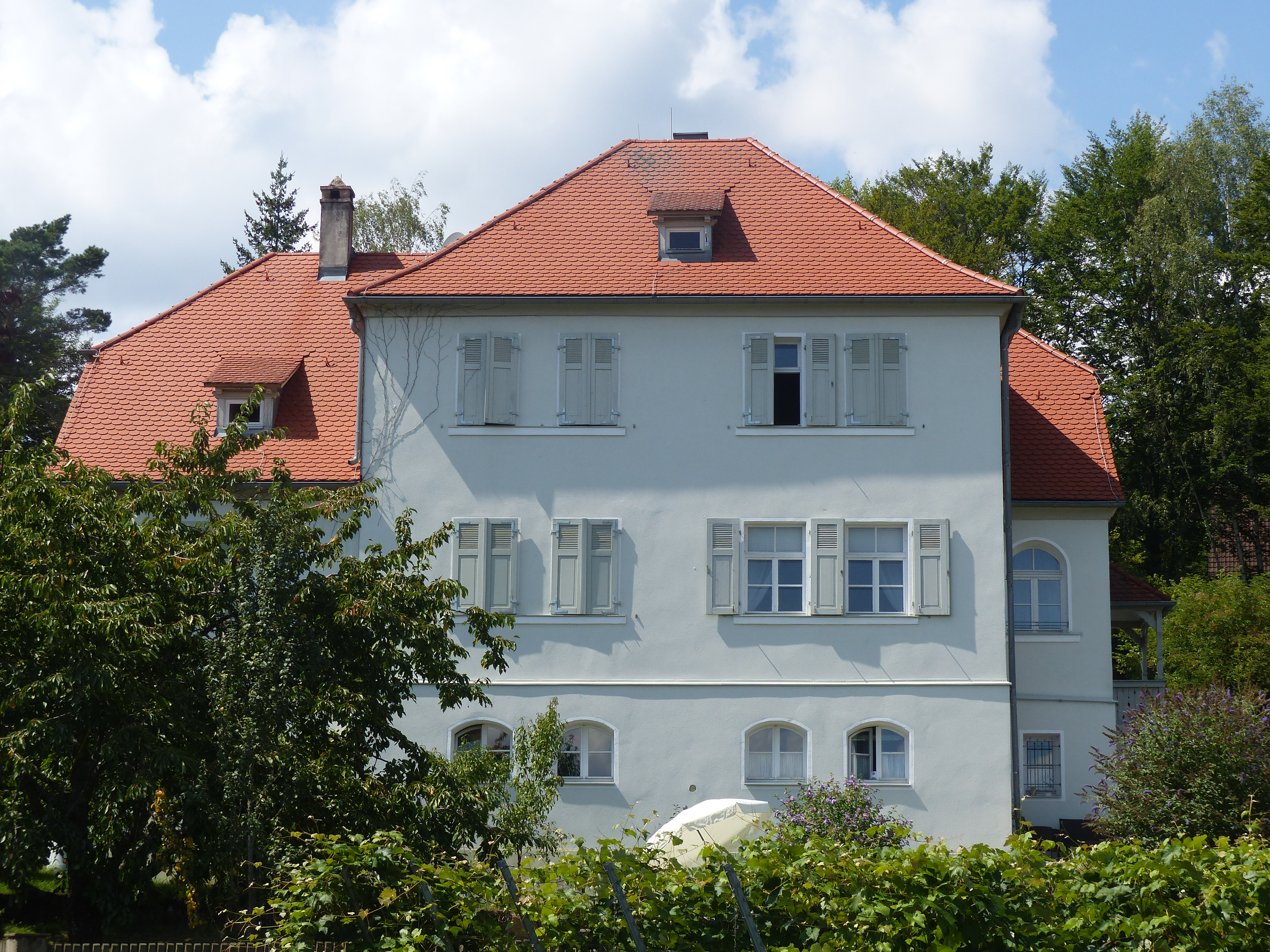
Das Pfarrhaus von Moggast